# (20043) Ellenmacarthur
(20043) Ellenmacarthur est un astéroïde de la ceinture principale.

## Description
(20043) Ellenmacarthur est un astéroïde de la ceinture principale. Il fut découvert par l'astronome australien, né en Écosse, Robert H. McNaught le 2 mars 1993 à l'observatoire de Siding Spring. Il présente une orbite caractérisée par un demi-grand axe de 1,969 unité astronomique, une excentricité de 0,57 et une inclinaison de 18,263° par rapport à l'écliptique.
Il fut nommé en l'honneur de la skippeuse britannique Ellen MacArthur (née en 1976).

## Compléments